# Храстє (Крань)
'Храстє (словен. Hrastje) — поселення в общині Крань, Горенський регіон, Словенія. Висота над рівнем моря: 374,6 м.